# PAOK Salònica FC
|  | Aquest article tracta sobre la secció de futbol del PAOK. Vegeu-ne altres significats a «Panthessalonikeios Athlitikos Omilos Konstantinoupoliton». |

El PAOK F.C. (en grec modern: ΠΑΟΚ - Πανθεσσαλονίκειος Αθλητικός Όμιλος Κωνσταντινουπολιτών - Panthessalonikios Athlitikos Omilos Konstantinoupoliton, en català: Organització Atlètica Pan-Tessalònica de Constantinopolitans), és la secció de futbol del Panthessalonikeios Athlitikos Omilos Konstantinoupoliton, a la ciutat de Salònica, Grècia.

## Història
El PAOK és el continuador de l'històric Hermes Sports Club (grec modern: Ερμής - Ermis), que havia estat format el 1875 per la comunitat grega de Pera, un districte de Constantinoble. Quan la comunitat grega fou expulsada de Turquia, després de la guerra greco-turca (1919-1922), aquest club fou fundat a Salònica pels exiliats grecs el 28 d'abril de 1926.
El primer partit del club fou contra l'Iraklis Thessaloniki el 26 de juliol de 1925 (victòria per 2-1). Dues setmanes més tard va perdre enfront del seu màxim rival ciutadà, Aris, per 5 a 2. El 12 de desembre de 1930 va inaugurar el seu estadi de futbol de Syntrivaniou.
Fins al 20 de març de 1929 hi havia dos clubs rivals formats per refugiats de Constantinoble, el PAOK i l'AEK Thessaloniki, que havia estat fundat el 1924-25. Ambdós clubs es fusionaren per iniciativa del Dr. Musa el 1929.
L'època daurada del club s'inicià el 1953. L'equip guanyà el campionat de Salònica tres anys consecutius convertint-se en un dels més importants del país. En destacà la trinca formada per Yientzis, Kouiroukidis i Papadakis. L'any 1957 el club s'embrancà en la construcció d'un nou estadi al barri de Tumba. Aquest fou inaugurat el 6 de setembre de 1959. El club, a més, ingressà a la primera divisió grega, just creada aquell any.
Després d'uns anys de foscor, el club ressorgeix als anys 70. Aquests anys el club guanya una lliga 1976 i dues copes 1972 i 1974, a més d'esdevenir un símbol contra la dictadura feixista del país. La segona lliga per al club arribà el 1985. Els darrers anys el club ha guanyat dues noves copes de Grècia, els anys 2001 i 2003.

## Palmarès
- 4 Lliga grega de futbol:
  - 1976, 1985, 2019, 2024
- 8 Copa grega de futbol:
  - 1972, 1974, 2001, 2003, 2017, 2018, 2019, 2020, 2021
- Campionat Salònica[1]
  -  (2): 1914, 1915
- 7 Campionat de Salònica:
  - 1937, 1948, 1950, 1954, 1955, 1956, 1957

## Entrenadors destacats
- Angelos Anastasiadis Campió de copa 2003
- Dušan Bajević Campió de copa 2001
- Walter Skocik Campió de lliga 1985
- Gyula Lorant Campió de lliga 1976
- Les Shannon Campió de copa 1972 i 1974

## Jugadors destacats
| - Nikos Alavantas - Angelos Anastasiadis - Koulis Apostolidis - Achilleas Aslanidis - Vasilis Borbokis - Giannis Damanakis - Christos Dimopoulos - Kostas Frantzeskos - Giorgos Georgiadis - Vasilis Georgopoulos - Giannis Gounaris - Kostas Iosifidis - Kostas Orfanos - Nikos Karageorgiou - Aris Karasavvidis - Panagiotis Katsouris - Panagiotis Kermanidis - Giorgos Kostikos | - Giorgos Koudas - Kostas Lagonidis - Michalis Leontiadis - Sotiris Mavromatis - Dimitris Nalitzis - Giorgos Mitsimbonas - Lakis Papaioannou - Dimitris Salpinguidis - Stavros Sarafis - Giorgos Skartados - Christos Terzanidis - Giorgos Toursounidis - Zisis Vrizas - Theódoros Zagorakis - Patricio Alejandro Camps - Neto Guerino - Adolfo Valencia - Percy Olivares | - Ioannis Okkas - Panayiotis Engomitis - Yiasoumis Yiasoumi - Milan Djurdjevic - Mladen Fourtoula - Ivan Yurisic - Tonči Gabrić - Hossam Hassan - Ibrahim Hassan - Abdelsadar Sabri - Magdy Tolba - Jo Nagbe - Rade Paprica - Mick Quinn - Mike Small - Paul Bannon - Omar Tetradze |